# Monticello (Kentucky)
Monticello é uma cidade localizada no estado americano de Kentucky, no Condado de Wayne.

## Demografia
Segundo o censo americano de 2000, a sua população era de 5981 habitantes.
Em 2006, foi estimada uma população de 6106, um aumento de 125 (2.1%).

## Geografia
De acordo com o United States Census Bureau tem uma área de
15,7 km², dos quais 15,7 km² cobertos por terra e 0,0 km² cobertos por água. Monticello localiza-se a aproximadamente 353 m acima do nível do mar.

## Localidades na vizinhança
O diagrama seguinte representa as localidades num raio de 36 km ao redor de Monticello.